# Quintanilla de Trigueros (kommunhuvudort)
Quintanilla de Trigueros är en kommunhuvudort i Spanien.   Den ligger i provinsen Provincia de Valladolid och regionen Kastilien och Leon, i den centrala delen av landet, 180 km nordväst om huvudstaden Madrid. Quintanilla de Trigueros ligger 793 meter över havet och antalet invånare är 120.
Terrängen runt Quintanilla de Trigueros är lite kuperad. Runt Quintanilla de Trigueros är det mycket glesbefolkat, med 5 invånare per kvadratkilometer. Närmaste större samhälle är Dueñas, 9,6 km öster om Quintanilla de Trigueros. Trakten runt Quintanilla de Trigueros består till största delen av jordbruksmark.